# Mit Afrika
 Denne artikel omhandler filmen Mit Afrika. Opslagsordet har også en anden betydning, se Den afrikanske Farm (roman).
Mit Afrika (eng. Out of Africa) er en amerikansk dramafilm fra 1985, som bygger løst på det selvbiografiske værk Den afrikanske farm af Isak Dinesen (pseudonym for Karen Blixen) udgivet i 1937 samt hendes værk Shadows on the Grass og andre kilder som Letters from Africa 1914-1931.
Filmen, der er instrueret af Sydney Pollack, modtog 28 filmpriser – de syv oscarstatutetter.
Mit Afrika havde gallapremiere den 18. februar 1986 i Imperial og danmarkspremiere den 21. februar 1986. Blandt æresgæsterne til gallapremieren var Sydney Pollack, Klaus Maria Brandauer, Judith Thurman og prinsesse Benedikte.
Den 13. august 2010 blev filmen vist på storskærm under åben himmel på Karen Blixens egen græsplæne i parken til Rungstedlund. Rungstedlundfonden stod bag arrangementet, der fandt sted i anledning af 125 års jubilæet for Karen Blixens fødsel og 25 års jubilæet for filmens amerikanske premiere den 20. december 1985.

## Medvirkende
- Meryl Streep som baronesse Karen von Blixen-Finecke
- Robert Redford som Denys Finch Hatton
- Klaus Maria Brandauer som baron Bror von Blixen-Finecke
- Michael Kitchen som Berkeley Cole
- Malick Bowens som Farah Aden
- Stephen Kinyanjui som høvding
- Michael Gough som Lord Delamere
- Suzanna Hamilton som Felicity, der er baseret på Beryl Markham
- Supermodellen Iman i  gæsteoptræden som Mariammo.